# Новий Диск

«Новий Диск» — російська приватна компанія, що займалася виданням та розповсюдженням мультимедійного програмного забезпечення, відеоігор і навчальних програм для персональних комп'ютерів, а також локалізацією іноземних ігор. 2015 року компанія Новий Диск визнана банкротом.
Компанія «Новий диск» була заснована в 1997 році на базі фірми «Комінфо». Через рік почала розвиватися дилерська мережа, яка охопила більше 30 міст. У 2005 році почався випуск інтерактивних DVD. У 2006 році компанія стала офіційним представником компанії Nintendo в Росії.
За даними компанії, дилерська мережа «Нового Диску» охоплює більше 150 міст Росії, країн СНД і Балтії.

## Напрямки діяльності

### Ігри
Окрім видання і розповсюдження ігор (у тому числі і через цифрову дистрибуцію), «Новий Диск» здійснює і їх локалізацію.
Список ігор, виданих компанією:
| - Sniper: Ghost Warrior - Kane & Lynch 2: Dog Days - Алоди Онлайн - Партизан - F.E.A.R. 2: Project Origin - Anno 1701 - Batman: Arkham Asylum - BloodRayne - Call of Duty 4: Modern Warfare - Call of Duty: World at War - Colin McRae: DiRT 2 - Commandos 3 - Freelancer - Gore - Hitman - Red Faction - Resident Evil 4 - Rise and Fall: Civilizations at War - The Settlers - The Settlers 7: Paths to a Kingdom - Anno 1404 | - Thief 2 - Серія Tomb Raider - Unreal Anthology - Unreal Tournament 3 - Wheelman - World of Tanks - Відьмак - Королівства: Сходження до влади - Нібіру: Посланник богов - Ненсі Дрю - Рожева Пантера: Право на Ризик - Рожева Пантера: Фокус-покус - Risen - 38 папуг: Підготовка до школи - Ох вже ці дітки. Машина часу - Finding Nemo |

### Ігри та навчальні програми для дітей
«Новий Диск» випускає програмні продукти для дітей, серед яких ціла серія ігор, зроблена за мультфільмами студії Дісней, за російським мультсеріалом «Смішарики», за фільмом «Хроніки Нарнії: Лев, чаклунка і чарівна шафа», ігри у всесвіті «LEGO», а також навчальні і розвиваючі програми: серії «Несерйозні уроки», «Супердітки», «Шукач», і різні дитячі енциклопедії.

### Освітні програми
У категорію освітніх продуктів можна віднести енциклопедії та довідники, програми для вивчення іноземних мов та навчальні програми з найрізноманітніших предметів.
Наприклад, компанією видані мультимедійні підручники з багатьох шкільних предметів, збірники рефератів і творів, шпаргалки та курси підготовки до іспитів, а також серії самовчителів та інтерактивних курсів з комп'ютерними програмами.
Крім того, «Новий диск» випускає ілюстровані довідники з мистецтва від «Директмедиа», довідники та енциклопедії видавництва «Комінфо», електронні версії таких видань, як «Велика радянська енциклопедія» і «Britannica».
Серед мовних програм «Нового Диска» — комплекс для підготовки до здачі іспиту TOEFL, серії «Вчіть мови» (більше 50 мов), «Вчіть слова», курси «Movie Talk», «English Elements», «Tangram», «REWARD InterN @ tive», лінгафонні курси «Talk to me» і «Tell me more», розмовники та електронні словники «МультиЛекс» і «АльфаЛекс».

### Корисні програми і програми, присвячені хобі
Компанія «Новий Диск» також видає програми, присвячені рукоділлю, ремонту, шейпінгу, вивченню ПДР, бізнесу, садівництва, домашнього господарства, дизайну і будівництва, кулінарії, довідники різних товарів, путівники та інші.

### Аудіокниги
Компанією було видано кілька аудіокниг для дорослих і дітей, у тому числі серії «Музика з мамою» і «Шкільна хрестоматія».

### Програмне забезпечення
Видавництво випускає численні збірники безкоштовних і умовно-безкоштовних програм для ПК і мобільних пристроїв (серії «Телефон на мільйон», «Повний пакет програм», «Мобіломанія»), крім того, компанія «Новий диск» займається поширенням коробкових версій програмних продуктів, таких як «Windows Vista», «PROMT», «ABBYY FineReader», «ABBYY Lingvo», «Adobe Photoshop», «CorelDRAW», антивірусів Касперського, «Dr. Web», «Panda» і Norton.

### Ігрові системи Nintendo
«Новий Диск» є офіційним представником Nintendo в Росії, пропонуючи великий асортимент консолей та ігор для Nintendo, включаючи Nintendo Wii, Nintendo DS, Game Boy Advance SP, GameCube.